# Albert Algoud
Pour les articles homonymes, voir Algoud.
Albert Algoud est un humoriste français né le 23 mars 1950 à Asnières-sur-Seine, connu pour ses sketches dans plusieurs émissions de la chaîne Canal+ (Nulle part ailleurs, et les émissions de Karl Zéro) et à la radio. Il publie également des livres sur Tintin.

## Biographie
Albert Algoud est le fils de l'écrivain François-Marie Algoud et le petit-fils de l'auteur Albert Algoud. D'après la revue L'Histoire de janvier 1995, Albert Algoud a été lui-même, dans sa jeunesse, un membre de l'Action française. Il milite ensuite quelques mois à la Gauche prolétarienne, mouvement qu'il quitte rapidement par désaccord avec l'idéologie marxiste-léniniste et les tendances staliniennes.
Dans les années 1970 et 1980, il donne des contributions régulières aux revues La Crécelle noire et Camouflage, d'orientation libertaire et surréaliste.
Il exerce le métier de professeur de français, d'abord en Haute-Savoie, à Seynod, puis au collège Les Allobroges de La Roche-sur-Foron, enfin dans les Yvelines, au collège Jean Jaurès de Poissy. Il commence à faire de la radio à Annecy, sur Contrebande. En 1989, il anime pendant plusieurs mois une émission de radio humoristique sur RFM avec Antoine de Caunes et Karl Zéro (Ba be bi bo bu). Dans cette émission, avec Karl Zéro, il interprète de nombreux personnages, dont Barry White.
Il a été membre du groupe Les Jalons,.
Dans Nulle part ailleurs (NPA), il apparaît dans la bande de comédiens qui participent aux tournages des sketches de Karl Zéro, il écrit avec Antoine de Caunes et Laurent Chalumeau les textes du premier. Sur le plateau de NPA, il incarne le légionnaire Pintimbert au côté de Karl Zéro. À la suite du départ d’Antoine de Caunes, Algoud obtient le final de l’émission où il lit l’oraison funèbre de l’invité du jour. Pendant deux saisons, il apporte sa contribution à la météo, déguisé en personnages grotesques (la Queen Mother, Rika, le père Albert, le maréchal Ganache…).
Il participe, avec Christophe Bertin, à la création du pastiche de journaux télévisés, le Zérorama, diffusé dès le 3 janvier 1994. Il apparaît ensuite dans l’émission d’information satirique Le Vrai Journal de Karl Zéro. À la radio, sur France Inter, Algoud anime La partie continue, un magazine culturel dans le créneau 18 h-19 h entre 1999 et le 28 juin 2002. En 2005 et 2006, il tient une chronique quotidienne dans la matinale de RTL2, aux côtés d'Alexandre Devoise.
Albert Algoud, également tintinophile, a publié de nombreux ouvrages dédiés à l'univers de Tintin. Il écrit notamment un dictionnaire des jurons proférés par le capitaine Haddock ou une Biographie non autorisée de la Castafiore. En 2010, il sort le Petit Dictionnaire énervé de Tintin, en 2016 le Dictionnaire amoureux de Tintin et La Vraie Vérité sur Tintin, en 2024.
De 2003 à septembre 2005, il est rédacteur en chef du magazine Fluide glacial.
Il assure également des chroniques sur I-Télé, participe à la rubrique « Le coincoin des variétés » du Canard enchaîné et collabore à l'hebdo À nous Paris, ainsi qu'au magazine de bande dessinée Cargo Zone. Il est aussi scénariste-dialoguiste sur plusieurs films, notamment Les Hauts Murs réalisé par Christian Faure ; Le Schpountz de Gérard Oury ; Un aller simple de Laurent Heynemann et Bambou de Didier Bourdon.
De septembre 2007 à décembre 2007, il anime quotidiennement l'émission On aura tout vu sur Direct 8 tous les soirs à 18 h, entouré de Stéphanie Pillonca, Louise Ekland et Fréderic Martin, il passe en revue l'actualité culturelle.
En 2008 et 2009, il est coauteur avec Éric Laugérias et Laurent Gerra, puis en 2010-2011, et 2011-2012, avec Pascal Fioretto, de la chronique quotidienne de Laurent Gerra, commentant l'actualité du lundi au vendredi, sur RTL, entre 8 h 50 et 9 h. Algoud y pastiche la voix des présidents chinois Hu Jintao et russe Vladimir Poutine, ainsi qu'Oussama ben Laden.
Dans l'émission Le Fou du roi de France Inter, il participe certains jours à la chronique de Daniel Morin en incarnant « le père Albert ». En septembre 2011, il se joint à l'équipe de Daniel Morin, dans La Morinade diffusée sur Le Mouv’. Il y interprète régulièrement divers rôles. L'émission est supprimée par la nouvelle direction du Mouv' en décembre 2013. Le personnage du « Père Albert » réapparaît encore aux côtés de Daniel Morin dans À rebrousse poil, l'émission que ce dernier présente tous les jours à 11 h, sur France Inter, pendant l'été 2015.
De 2015 à 2020, il assure deux fois par semaine dans La Bande originale, l'émission de Nagui sur France Inter, une chronique humoristique intitulée « Albert Algoud a tout compris » où il incarne alternativement ses personnages récurrents passés d'une émission à l'autre : le père Albert (prêtre cauteleux à l'accent savoyard), le maréchal Ganache (ancien de l'Indo et pétainiste), François-François (chanteur à paillettes), John-Jack Lang (frère de l'autre), Jean-Dominique Besnehard (orthophoniste des stars), Jean-Roger Navarro, Jean-Philippe Manœuvre…
En 2019, il tient une chronique, intitulée « Il était une femme », dans l'émission hebdomadaire Vous les femmes de Daniel Morin. Albert Algoud y présente une femme ayant accompli un acte exceptionnel ou héroïque mais que l'histoire a oubliée.
En 2023 est publié chez Dargaud la bande dessinée autobiographique qu'il scénarise, Le Prof qui a sauvé sa vie, illustrée par Florence Cestac, qui relate son passé d'enseignant,.

## Œuvres

### SurLes Aventures de Tintin
- Tintinolâtrie, Casterman, 1987
- Le Haddock illustré, dictionnaire des insultes du capitaine Haddock, Casterman, 1991 – édition révisée 2004
- Le Tournesol illustré, Casterman, 1993
- Le Dupondt sans peine, Canal + Éditions, 1997[16]
- L'Archipel Tintin, Les Impressions Nouvelles, 2004 – nouvelle édition 2012 En collaboration avec Jean-Marie Apostolidès, Dominique Cerbelaud, Benoît Peeters, Pierre Sterckx.
- La Castafiore, biographie non autorisée, éditions Chiflet & Cie, 2006  (ISBN 2-35164-006-3)[17]
- Petit dictionnaire énervé de Tintin, coll. « Petit dictionnaire énervé », éditions Opportun, 2010[8]
- Dictionnaire amoureux de Tintin, Plon, 2016[9]
- Le Senhor Oliveira da Figueira et les aventures de Hergé et Tim-Tim au Portugal, Chandeigne, 2021
- La Vraie Vérité sur Tintin, Hugo Desinge, 2024

### Avec Antoine de Caunes
- Pas mal pour un lundi, 1990
- Vous permettez que je vous appelle Raymond ?, 1990
- J'aime beaucoup ce que vous faites, 1992
- Une ambulance peut en cacher une autre, 1992
- Bien entendu, je plaisante, 1993
- Le Petit Gildas illustré, 1993

### Avec Karl Zéro
- Lettres piégées, Hors Collection, 1992
- L'Élu de mon cœur, Hors Collection, 1992

### Avec Alexandre Devoise
- Le Fin Mot de l'Histoire, City Éditions, 2005

### Avec Pascal Fioretto
En 2007, Albert Algoud et Pascal Fioretto ont fait deux caricatures gentilles de Nicolas Sarkozy et Ségolène Royal, tous deux candidats à l'élection présidentielle française de 2007
- Le Pacte secret, roman sur la présidence de la République française depuis plus d'un siècle, 2007
- Élysée machine, Chiflet & Cie, 2007

### Bande dessinée
- Où est Sarko ? (dessins Herlé) éditions de l'opportun, 2011
- Le Prof qui a sauvé sa vie (dessins Cestac), éditions Dargaud, 2023[18],[19]

### Autres
- Œil de verre, jambe de bois : Petite Encyclopédie des éclopés, 1992
- In Bed Wiz François François, 1992
- Le Retour de Tartarin, 1993
- Raffarin de Matignon (2002) avec Christophe Bertin
- Comment gagner sa vie sur celle des autres : Do It Your Secte, avec Christophe Bertin et Cabu, 2002
- Jacno, itinéraire du dandy pop, entretiens avec la collaboration d’Albert Algoud, coll. « SL », Éditions du Rocher, 2006
- Journal intime de Nicolas S. : 1998-2008, éditions Chiflet & Cie, Paris, mai 2008, 159 p.  (ISBN 978-2351640517) – Faux journal intime de Nicolas Sarkozy, à vocation parodique, entièrement manuscrit.
- Carnet de retraite (2008) éditions Chiflet & Cie, octobre 2008 48 p.  (ISBN 978-2-35164-060-9)
- Bonnes manières (d'hier et d'aujourd'hui) - Quand la Baronne va au supermarché, 2013, éditions Chiflet & Cie, 160 p.  (ISBN 978-2-35164-203-0)
- Madame Doubtfire (2003) : une pièce de théâtre écrite par Albert Algoud et mise en scène par Daniel Roussel est sortie en 2003, avec Michel Leeb dans le rôle principal.

Algoud écrit une bonne partie des chapitres de Secrets d'Histoire vol. 1 et 2 de Stéphane Bern (Albin Michel)[réf. souhaitée].

## Filmographie

### En tant que scénariste
- 1999 : Le Schpountz de Gérard Oury
- 2001 : Un aller simple de Laurent Heynemann
- 2008 : Les Hauts Murs de Christian Faure
- 2009 : Bambou de Didier Bourdon